# Александър Кипров (революционер)
Вижте пояснителната страница за други личности с името Александър Кипров.
Александър Димитров с псевдоними Кипров, Антим Чолаков, Делибаш, Мемиш ага, Новов е български журналист, белетрист, драматург, обществен деец, революционер, одрински войвода на Вътрешната македоно-одринска революционна организация.

## Биография

### Революционер
Кипров е роден на 1 март 1880 година в Мустафа паша, Османска империя. Учи в родния си град, но поради материални затруднения не успява да завърши средно образование.
Става агитатор и организатор в Беломорска Тракия. В 1899 година основава първите революционни комитети в Ахъчелебийско и Ксантийско. Заедно с Димитър Кощанов участва в копаенето на тунел под Отоман банк в Цариград през 1900 година, но планът е разкрит и Кипров бяга в България. През пролетта на 1901 година е назначен за войвода на чета от 8 души, подготвена от ВМОРО и ВМОК, и с нея извършва агитационно-организаторска работа в Мустафапашанско. По-късно същата година ръководи пункта на ВМОРО в Хебибчево, като според Христо Караманджуков:
| „ | ...Ал. Кипров... се стремеше да действа активно и самоволно. На своя глава той предприе тогава и някои терористични акции - динамитни атентати върху железопътната линия и върху свиленградския военен склад, но без особени резултати. | “ |

В началото на 1902 година Кипров е сменен като ръководител на пункта в Хебибчево от Янаки Гочев. В 1902 година Кипров взема участие в Пловдивския конгрес на Одринския революционен окръг и в същата година води чета в Свиленградско, в която е четник с името Кара Ташо. Извършва атентат по железопътната линия Свиленград – Одрин в навечерието на Илинденско-Преображенското въстание.

### Публицист
В 1904 година Кипров заедно с Александър Божинов е един от основателите и редакторите на хумористичния вестник „Българан“ (1904 - 1909). В 1905 година той е един от инициаторите за образуване на журналистическо дружество в София. Събранието се състои в пивница „Сан Стефано“, на площад „Трапезица“. След няколко събрания на 27 ноември 1905 година е приет уставът и е избрано първото настоятелство. На това събрание присъстват Сава Илчов, Иван Коларов, Иван Павлов Костов, Христо Абрашев, Христо Силянов, Петър Завоев, Димитър Константинов, Иван Недев, Александър Кипров, Стоян Власаков и Лазар Пулиев-Дядката, който е избран за председател. Участва в редактирането на вестник „Реч“ (1908 - 1913) и пише в „Дневник“, „Нов Дневник“, „Ден“. Пише стихотворения и фейлетони, в които се обсъждат съвременни обществени проблеми, но творчеството му е посветено предимно на революционните борби и е обагрено от класически Вазов национализъм.
В 1906 година издава драматичната поема „Из мрака“, а в 1909 година сборниците с разкази „Разкази“ (разширено и преработено издание в 1927 г.) и „Разкази и приказки“. Драмата му „Кърджалии“ е поставена в Народния театър в 1912 година. В 1907 година, след протестна акция срещу княз Фердинанд, е съден за „обида на особата“. Присъединява се към Прогресивно-либералната партия и работи в органа ѝ – вестник „България“. През 1911 – 1913 г. е народен представител.
През август 1913 година заедно с Димитър Мирчев, където участва в успешни преговори с младотурците за създаване на Българо-турски революционен комитет. През Първата световна война е в Швейцария, където пише и издава на френски език брошурата „Истината за България“ (1917) и в други публицистични трудове разяснява българската национална кауза.
След войните поддържа Александър Стамболийски и при управлението на неговото правителство е началник на Фонда на сираците от войните (1920 - 1923). След Деветоюнския преврат в 1923 година е уволнен. От 1930 до 1931 година е инспектор в дирекция „Хранизнос“. Активист е на Илинденската организация и пише в „Илюстрация Илинден“.
Умира на 23 декември 1931 година в Свиленград.

## Творчество
- „Из мрака“. Пиеса в стихове. 1906
- „Разкази“. 1909 (разширено и преработено издание 1927)
- „Разкази и приказки“. 1909
- „La vérité sur la Bulgarie“. Berne, 1917